# Hans-Peter Schwintowski
Hans-Peter Schwintowski (* 23. September 1947 in Bad Harzburg) ist ein deutscher Rechtswissenschaftler, Autor und Hochschullehrer.

## Vita
Schwintowski promovierte 1982 und habilitierte sich 1986 bei Ulrich Immenga in Göttingen. Seit 1993 hat er einen Lehrstuhl für Bürgerliches Recht, Handelsrecht, Wirtschaftsrecht sowie Europarecht an der Humboldt-Universität zu Berlin.
Schwintowski ist seit 1996 Vorsitzender des Wissenschaftlichen Beirats beim Bund der Versicherten. Im Jahr 2000 wurde er zum geschäftsführenden Direktor des Instituts für Energie- und Wettbewerbsrecht in der Kommunalen Wirtschaft e.V. an der Humboldt-Universität zu Berlin ernannt. Er ist ferner geschäftsführender Direktor der Forschungsstelle zur Finanzierung von Gerichtsprozessen sowie Mitdirektor des Instituts für Bank- und Kapitalmarktrecht an der Humboldt-Universität zu Berlin. Von 2004 bis 2010 war er außerdem geschäftsführender Direktor des Instituts für Neue Alterssicherungssysteme und Rechtsbiometrik.
Schwintowski ist Mitglied des wissenschaftlichen Beirates des Bundesverbandes Öffentliche Dienstleistungen – Deutsche Sektion des CEEP e.V. Er gehört dem „Wissenschaftlichen Arbeitskreis zur Bankgesellschaft Berlin“ an, einem Teil der Initiative „Bürger gegen den Bankenskandal“. Von 2005 bis 2010 war er Mitglied des Versicherungsbeirates bei der Bundesanstalt für Finanzdienstleistungsaufsicht (BaFin).
Schwintowski war Sachverständiger in verschiedenen Gesetzgebungsverfahren, unter anderem zum Finanzmarkt-Richtlinie-Umsetzungsgesetz und zum Gesetz zur Modernisierung der Finanzaufsicht über Versicherungen.
Er war Mitglied der vom Bundesministerium der Justiz eingesetzten Kommission zur Reform des Versicherungsvertragsrechts (VVG-Reformkommission), welche am 19. April 2004 ihren Abschlussbericht vorlegte.
Er ist geschäftsführender Mitherausgeber der Zeitschrift für Neues Energierecht (ZNER), Herausgeber der Zeitschrift des Instituts für Energie- und Wettbewerbsrecht in der Kommunalen Wirtschaft e.V. (EWeRK) und Mitherausgeber der Zeitschrift Verbraucher und Recht (VuR). Darüber hinaus wirkt er auch an mehreren Kommentaren und Handbüchern mit. Unter anderem ist er (Mit-)Herausgeber und Mitautor des „Praxiskommentars zum Versicherungsvertragsrecht“ und des „Handbuchs zum Energiehandel“.
2006 wurde Schwintowski zunächst Mitglied des Aufsichtsrats der WGF AG. Schwintowski äußerte sich in seiner Zeit als Mitglied des Aufsichtsrates positiv über die von der WGF AG begebenen Anleihen. In seine Zeit als Vorsitzender des Aufsichtsrats fiel dann die Insolvenz der WGF AG.

## Arbeitsschwerpunkte
Schwintowskis Arbeitsschwerpunkte sind Energierecht, Privatversicherungsrecht, Bank- und Kapitalmarktrecht, Wettbewerbs- und Kartellrecht, Europäisches Wirtschaftsrecht, Gesellschafts- und Konzernrecht, Handelsrecht sowie Rechtstheorie und Rechtsvergleichung. Einige seiner über die Jahre und Rechtsgebiete hinweg entwickelten Thesen betreffen eine zeitgemäßere Schadensregulierung, anleger- und objektgerechte Beratung, sachgerechtere Prozessfinanzierungen und neue Sozial- und Rentensysteme.

## Plagiatsvorwürfe
In einer in der juristischen Fachzeitschrift Kritische Justiz veröffentlichten Besprechung des 2005 erschienenen Lehrbuchs zur juristischen Methodenlehre von Schwintowski wurde dargelegt, dass Schwintowski über mehrere Sätze gehende Passagen anderer Autoren übernommen habe, ohne die Zitate als solche zu kennzeichnen, sondern nur am Kapitelende auf die Quellen verwiesen habe.
Die Kommission zur Überprüfung wissenschaftlichen Fehlverhaltens der Humboldt-Universität kam zu dem Ergebnis, es liege ein Verstoß gegen die Zitiernorm, aber kein Plagiat im Sinne der Satzung über Grundsätze der Humboldt-Universität zu Berlin zur Sicherung guter wissenschaftlicher Praxis vor. Der damalige HU-Präsident Christoph Markschies tadelte Schwintowski daraufhin – anders als die Kommission – wegen wissenschaftlichen Fehlverhaltens öffentlich. Es sei ein Verstoß gegen die in der Satzung festgeschriebenen wissenschaftlichen Zitierkonventionen, wenn wörtliche Zitate nicht ausgewiesen sind. Trotz des in dieser Erklärung festgestellten wissenschaftlichen Fehlverhaltens Schwintowskis erklärte der Präsident, dass gegen Schwintowski keine disziplinarrechtlichen oder sonstigen Sanktionen verhängt werden.
In einer öffentlichen Erklärung erläuterte Schwintowski die Hintergründe der Entstehung des Buchs, wies einen Teil der Vorwürfe als falsch zurück und betonte, dass kein Plagiat im urheberrechtlichen Sinn vorliege. Er verwies auf den populärwissenschaftlichen Charakter des Buches und räumte ein, falsch, aber ohne die Absicht gehandelt zu haben, fremde Gedanken als eigene auszugeben. Er erklärte, dass die weitere Auslieferung des Buchs nur mit einer Errata-Liste erfolgen dürfe, um jedes wörtliche Zitat zu kennzeichnen. Der Verlag hatte das Buch jedoch bereits vom Markt genommen, bevor der damalige Präsident der HU ein wissenschaftliches Fehlverhalten gerügt hatte.
Schwintowskis Versuch, der Frankfurter Allgemeinen Zeitung die Bezeichnung Plagiator untersagen zu lassen, scheiterte vor dem Landgericht Berlin.
Nachdem der Deutsche Hochschulverband, die Interessenvertretung deutscher Hochschullehrer, mehr als drei Jahre später, am 28. Juni 2010, wegen des Vorfalles ein Ausschlussverfahren gegen Schwintowski eingeleitet hatte, trat Schwintowski freiwillig aus dem Verband aus. In einer weiteren Stellungnahme aus dem Jahr 2010 betonte Schwintowski, er habe „seine Lektion gelernt“.

## Schriften (Auswahl)
- Die Abwägungsklausel in der Fusionskontrolle. Eine rechtsvergleichende und analytische Untersuchung von 24 Abs. 1 Halbs. 2 GWB unter Einbeziehung der gesamten Fallpraxis des Bundeskartellamtes. Schwartz, Göttingen 1983, ISBN 3-509-01324-7 (Dissertation, Universität Göttingen, 1983).
- Der private Versicherungsvertrag zwischen Recht und Markt. Zugleich eine Analyse der Konstruktionsprinzipien des privaten Versicherungsvertrages unter Berücksichtigung des Wettbewerbsrechts und des Europäischen Rechts. Nomos, Baden-Baden 1987 (Habilitationsschrift, Universität Göttingen, 1986).
- Wettbewerbsrecht (GWB/UWG) (= Rechtsfälle in Frage und Antwort. Bd. 22). Beck, München 1987; 5. Auflage: Wettbewerbs- und Kartellrecht. Beck, München 2012, ISBN 978-3-406-63268-6.
- Bankrecht (= Rechtsfälle in Frage und Antwort. Bd. 26). Beck, München 1994; 3. Auflage: Bank- und Kapitalmarktrecht. Beck, München 2011, ISBN 978-3-406-61647-1.
- Recht und Gerechtigkeit. Eine Einführung in Grundfragen des Rechts. Springer, Berlin 1996, ISBN 3-540-60426-X.
- mit Frank A. Schäfer: Bankrecht. Heymanns, Köln 1997; 4. Auflage (ohne Koautor) 2014, ISBN 978-3-452-27768-8.
- Berliner Bankenskandal - Ursachen und was wir daraus lernen könnten. In: Humboldt Forum Recht. ISSN 1862-7617, 2005, H. 7, S. 1.
- mit Ernst Bruckenberger und Siegfried Klaue: Krankenhausmärkte zwischen Regulierung und Wettbewerb. Springer, Berlin 2005, ISBN 3-540-30064-3.
- Juristische Methodenlehre (= UTB. Bd. 2636; UTB basics). Verlag Recht und Wirtschaft, Stuttgart 2005, ISBN 3-8252-2636-0 (vom Markt genommen[17]).
- Hrsg. mit Stefan Grundmann, Christine Windbichler, Thomas Raiser, Christian Kirchner, Martin Weber: Unternehmensrecht zu Beginn des 21. Jahrhunderts. Festschrift für Eberhard Schwark zum 70. Geburtstag. München: Verlag C. H. Beck, 2009, ISBN 978-3-406-58820-4.
- Promovieren für Juristen. Wissen-Kompakt, Frankfurt am Main 2015, ISBN 978-3-943082-10-4 (Print), ISBN 978-3-943082-11-1 (E-Book).
- Ohn-Macht – Werte und Prinzipien einer (scheinbar) ohnmächtigen Generation. Wissen-Kompakt, Frankfurt am Main 2015, ISBN 978-3-943082-20-3 (Print), ISBN 978-3-943082-21-0 (E-Book).